# توده (فیلم ۱۹۵۸)
توده (به انگلیسی: The Blob) یک فیلم علمی تخیلی و ترسناک آمریکایی محصول سال ۱۹۵۸ به کارگردانی اروین یورث و نویسندگی کی لیناکر و تئودور سیمونسون با بازی استیو مک‌کوئین (در اولین نقش اصلی فیلم بلندش)، آنتا کورساوت، ارل روو و اولین هولند است. این فیلم توسط کمپانی پارامونت پیکچرز توزیع شد.

## داستان
این فیلم در مورد یک بیگانه آمیبی گوشتخوار است که از فضای بیرونی در داخل یک شهاب‌سنگ به زمین برخورد می‌کند و در نزدیکی جوامع کوچک فنیکسویل، پنسیلوانیا فرود می‌آید. موجودات زنده را در بر می‌گیرد، بزرگتر، قرمزتر و تهاجمی تر می‌شوند و در نهایت از یک ساختمان بزرگتر می‌شوند.

## دنباله
- برحذر بودن! توده (۱۹۷۲)

## بازسازی
یک بازسازی با همین نام توده توسط چاک راسل در سال ۱۹۸۸ ساخته شد. در اوت ۲۰۰۹، مشخص شد که راب زامبی، نوازنده تبدیل به کارگردان، در حال کار بر روی بازسازی دیگری بود، اما او بعداً پروژه را ترک کرد. او در ژانویه ۲۰۱۵ توسط سایمون وست به عنوان کارگردان جایگزین شد. اعلام شد که این فیلم توسط ریچارد ساپرستین و برایان ویتن تولید خواهد شد، و تهیه‌کننده فیلم اصلی، جک اچ. هریس، به عنوان تهیه‌کننده اجرایی. هریس در سال ۲۰۱۷ درگذشت و تا سال ۲۰۲۱ هیچ به روز رسانی نشده‌است.